# Herbert Hübner
Herbert Hübner (6 de febrero de 1889 - 27 de enero de 1972) fue un actor teatral, cinematográfico y televisivo alemán.

## Biografía
Su verdadero nombre era Herbert Richard Eberhard Hermann Hübner, y nació en Breslavia, en la actual Polonia. Recibió lecciones de interpretación de Otto Gerlach, y debutó en 1907 en el Theater der Stadt Heidelberg encarnando al Teniente Tissot en la tragedia Der Menonit, de Ernst von Wildenbruch. Luego actuó en Alzey, y en 1909 en el Schauspielhaus Düsseldorf. Algo más adelante trabajó también en Núremberg, donde igualmente fue director. Antes del inicio de la Primera Guerra Mundial, también estuvo activo en Viena, pasando la totalidad de la contienda como soldado.
En 1919 emprendió una gira por Alta Silesia, y entre 1919 y 1925 actuó en el Altes Theater de Leipzig. Entre los años 1925 y 1929 formó parte de la compañía del Teatro Thalia de Hamburgo, y en 1929 Max Reinhardt lo llevó al Theater in der Josefstadt de Viena. En 1935 se instaló en Berlín, trabajando allí en el Großes Schauspielhaus, el Renaissance-Theater, el Teatro en Kurfürstendamm, el Teatro Hebbel y el Teatro Schiller.
Hübner asumió los papeles titulares de la pieza de Gerhart Hauptmann Fuhrmann Henschel y de la de Henrik Ibsen Peer Gynt, siendo además Petruchio en La fierecilla domada, Yago en Otelo, Gessler en Wilhelm Tell (de Friedrich Schiller) y Júpiter en la obra de Jean-Paul Sartre Las moscas. En Hamlet fue tanto el Rey Claudio como Polonio. En la obra de Schiller Don Carlos fue tanto el Duque de Alba como el Rey Felipe II de España, y en la pieza de Friedrich Dürrenmatt Frank der Fünfte encarnó al presidente. En los años 1950 Hübner fue miembro del Teatro de Cámara de Múnich, actuando en escenarios de Inglaterra, Francia y Países Bajos.
A lo largo de su carrera Hübner también trabajó intensamente para el cine, encarnando con frecuencia a hombres poderosos e influyentes, nobles, directores y destacados ciudadanos. Por ejemplo, en 1941 fue el Almirante Karl Rudolf Brommy en el film de propaganda Geheimakte W.B.1, de Herbert Selpin. Hizo también distorsionadas caricaturas antisemitas en Robert und Bertram (1939), … reitet für Deutschland (1941) y Wien 1910 (1942).
Finalizada la Segunda Guerra Mundial, trabajó para la Deutsche Film AG, y a partir de 1950 para diferentes compañías productoras alemanas. Además, fue también un activo actor radiofónico y de voz.
Herbert Hübner falleció en Múnich, Alemania, en el año 1972.

## Filmografía
- 1913 : Auerbachs Keller
- 1920 : Destinée
- 1920 : Die Teppichknüpferin von Bagdad
- 1921 : Seines Bruders Leibeigener
- 1923 : Die Spitzenklöpplerin von Valenciennes
- 1924 : Egoisten
- 1931 : Die Blumenfrau von Lindenau
- 1932 : Der Prinz von Arkadien
- 1933 : Großfürstin Alexandra
- 1933 : Reifende Jugend
- 1934 : Ein Stern fällt vom Himmel
- 1934 : Karneval und Liebe
- 1934 : Hohe Schule
- 1934 : Früchtchen
- 1934 : G’schichten aus dem Wienerwald
- 1934 : Lockspitzel Asew
- 1935 : Der Kosak und die Nachtigall
- 1935 : Traumulus
- 1936 : Mädchenjahre einer Königin
- 1936 : Die letzte Fahrt der Santa Margareta
- 1936 : Der Kurier des Zaren
- 1936 : Ave Maria
- 1936 : Moral
- 1936 : Ein Lied klagt an
- 1936 : Das Hofkonzert
- 1936 : Diener lassen bitten
- 1936 : Savoy-Hotel 217
- 1937 : Romanze
- 1937 : Ein Volksfeind
- 1937 : Alarm in Peking
- 1937 : Der Herrscher
- 1937 : Condottieri
- 1937 : Zu neuen Ufern
- 1937 : Andere Welt
- 1938 : Fahrendes Volk
- 1938 : Was tun, Sybille?
- 1938 : Rote Orchideen
- 1938 : Sergeant Berry
- 1938 : Kautschuk
- 1938 : Die fromme Lüge
- 1938 : Dreizehn Mann und eine Kanone
- 1939 : Ich verweigere die Aussage
- 1939 : Hotel Sacher
- 1939 : Robert und Bertram
- 1939 : Wir tanzen um die Welt
- 1939 : Wer küßt Madeleine?
- 1939 : Kitty und die Weltkonferenz
- 1939 : Der Weg zu Isabel
- 1939 : Fahrt ins Leben
- 1940 : Ein Mann auf Abwegen
- 1940 : Die Rothschilds
- 1940 : Kriminalkommissar Eyck
- 1940 : Trenck, der Pandur
- 1940 : Friedrich Schiller – Der Triumph eines Genies
- 1940 : Das Herz der Königin
- 1940 : Kora Terry
- 1941 : Auf Wiedersehn, Franziska
- 1941 : Kameraden
- 1941 : Carl Peters
- 1941 : Der Weg ins Freie
- 1941 : … reitet für Deutschland
- 1941 : Frauen sind doch bessere Diplomaten
- 1941 : Geheimakte W.B. 1
- 1942 : Der große König
- 1942 : Wien 1910
- 1942 : Andreas Schlüter
- 1942 : Die Entlassung
- 1942 : Der Ochsenkrieg
- 1942 : Himmel, wir erben ein Schloß
- 1942 : Johann
- 1943 : Damals
- 1943 : Paracelsus
- 1943 : Zirkus Renz
- 1943 : Wildvogel
- 1943 : Um neun kommt Harald
- 1944 : Die Affäre Roedern
- 1944 : Der große Preis
- 1944 : Junge Adler
- 1944 : Das fremde Leben
- 1945 : Der stumme Gast
- 1945 : Wo ist Herr Belling? (inacabada)
- 1945 : Das Leben geht weiter (inacabada)
- 1945 : Shiva und die Galgenblume (inacabada)
- 1948 : Affaire Blum
- 1948 : Berliner Ballade
- 1948 : Danke, es geht mir gut
- 1949 : Ruf an das Gewissen
- 1949 : Die Buntkarierten
- 1949 : Die blauen Schwerter
- 1950 : Semmelweis – Retter der Mütter
- 1950 : Mathilde Möhring
- 1950 : Es kommt ein Tag
- 1950 : Küssen ist keine Sünd
- 1951 : Die Schuld des Dr. Homma
- 1951 : Das unmögliche Mädchen / Fräulein Bimbi
- 1952 : Der große Zapfenstreich
- 1952 : Illusion in Moll
- 1952 : Ich hab’ mein Herz in Heidelberg verloren
- 1953 : Vati macht Dummheiten
- 1953 : Königliche Hoheit
- 1953 : Sterne über Colombo
- 1954 : Die Gefangene des Maharadscha
- 1954 : Die kleine Stadt will schlafen gehen
- 1954 : Conchita und der Ingenieur
- 1954 : Hoheit lassen bitten
- 1953 : Staatsanwältin Corda
- 1953 : Christina
- 1954 : Ein Mädchen aus Paris
- 1954 : Ludwig II. – Glanz und Elend eines Königs
- 1954 : Die sieben Kleider der Katrin
- 1954 : Heideschulmeister Uwe Karsten
- 1955 : Verrat an Deutschland
- 1955 : Ihr Leibregiment
- 1955 : Meine 16 Söhne
- 1955 : Zwei Herzen und ein Thron
- 1955 : San Salvatore
- 1955 : Ein Mann vergißt die Liebe
- 1955 : Der Frontgockel
- 1955 : Eine Frau genügt nicht
- 1955 : Die Frau des Botschafters
- 1956 : Tausend Melodien
- 1956 : Liane, das Mädchen aus dem Urwald
- 1956 : Manöverball
- 1957 : Kleiner Mann – ganz groß
- 1957 : Anders als du und ich
- 1957 : Der tolle Bomberg
- 1957 : Das Wirtshaus im Spessart
- 1958 : Der Greifer
- 1958 : Besuch aus der Zone (telefilm)
- 1959 : Mandolinen und Mondschein
- 1960 : Das Spukschloß im Spessart
- 1961 : Die Journalisten (telefilm)
- 1961 : Isola Bella
- 1962 : Bekenntnisse eines möblierten Herrn
- 1965 : Die Herren
- 1965 : Paris muss brennen! (telefilm)
- 1965 : Die fromme Helene